# ジム・エンライト
ジム・エンライト（英:Jim Enright、1954年11月2日 - ）は、アメリカ合衆国の映画監督、俳優。イギリスロンドン出身。

## 受賞
- 1994年 AVNアワード Best Director - Video Haunted Nights[1]
- 2001年 XRCO殿堂顕彰[2]

## 監督作品
- プライベートリサーチ
- Sex At The City 2/セックス・アンタ・ト・シテェ
- ポルノ・スター　ロン・ジャーミーの伝説(出演)
- アリス・インサート・ランド
- エロティック・ダイアリー　官能日記
- アブノーマル・ゲーム
- エロティック・サービス
- 快楽宅急便
- アニマル・レッスン
- ジョージア州立名門早熟女学院
- 秘貝くらべ
- 淫夢
- バレンタイン・パーティー
- デスフェラード
- 淫貝7（セブン）キャット/悶絶スパイ大作戦
- わいせつ捜査線
- ハレンチオークション
- ファイナルディスク
- ジェナ・ジェイムソン／異常性欲
- 淫獣島
- 人妻玩具
- 巨乳バスター/110cmの絶頂
- ハリウッド・スキャンダル/美人女優の危険な誘惑
- マルコムXXX（トリプルエックス）
- 薔薇のヴィーナス
- 乳蜜ドール絶頂方程式
- SEXストライク/玉ころがし